# Brephos moldaenkei
Brephos moldaenkei är en fjärilsart som beskrevs av Herman Dewitz 1881. Brephos moldaenkei ingår i släktet Brephos och familjen nattflyn. Inga underarter finns listade i Catalogue of Life.